# Mittelkanal
El  Mittelkanal o canal central és un canal als barris d'Hamm i d'Hammerbrook a la ciutat estat d'Hamburg a Alemanya. Connecta el Sonninkanal via el Schleusenkanal amb la dàrsena de l'Oberhafen. Segons la llei de l'estat d'Hamburg, és una via navegable de categoria 1.

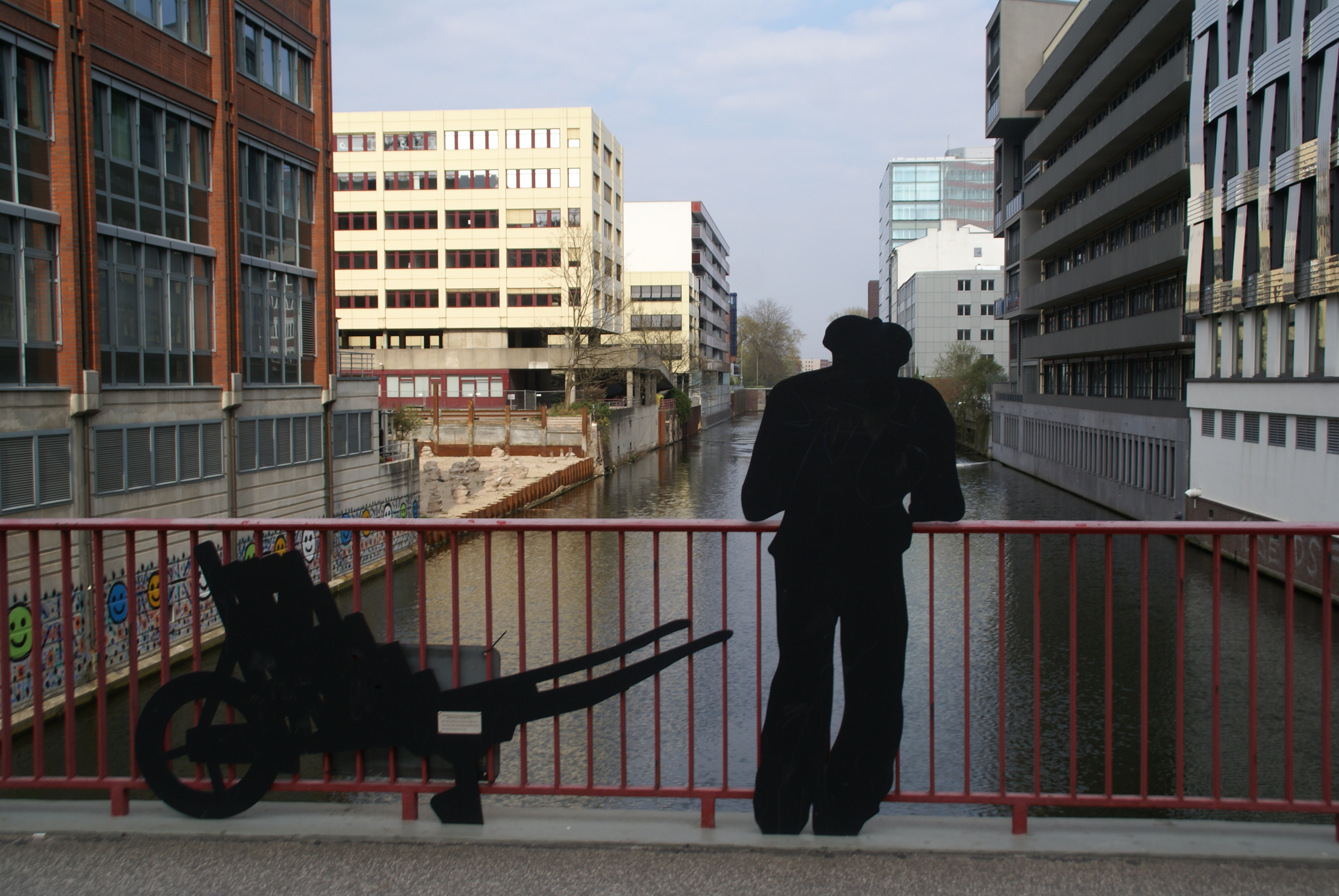
Una escultura d'Anja Kleinhans recorda el passat obrer del barri

El canal va excavar-se segons els plans de l'enginyer britànic William Lindley que va dissenyar una xarxa de desguàs dels prats molls d'Hammberbrook. Va profitar el runam després de l'incendi de 1842 del centre d'Hamburg, per a alçar el solar. En el marc de l'obra de protecció de la ciutat, la sortida oest a la resclosa a dues portes a l'Schleusenkanal que connectava el canal amb l'Oberhafen està fora d'ús, després de la construcció d'una resclosa de desguàs que ja no permet el pas dels vaixells. Queden dues sortides al riu Bille via l'Hochwasserbassin i el Rückerskanal.
El canal va perdre el seu paper econòmic: el barri populós d'antany que creua va ser bombardejat a la Segona Guerra Mundial i el runam d'edificis a pisos barats, cavallerisses, fàbriques i magatzems va ser reemplaçat per edificis d'oficines. S'assatja de tornar la vida en concedir certs trams del canal per a vaixells habitatge i la construcció d'edificis de pisos a la riba.

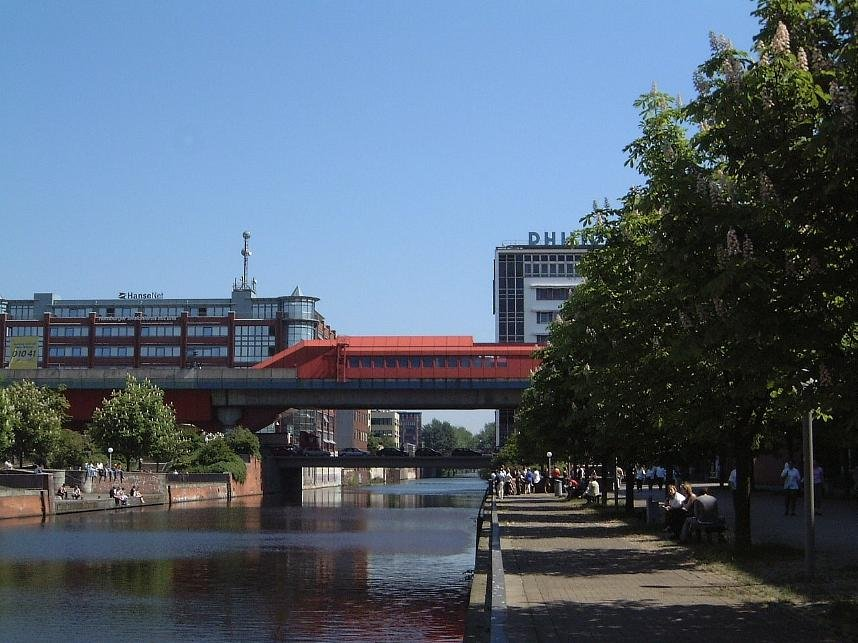
Estació de la S3 damunt el canal
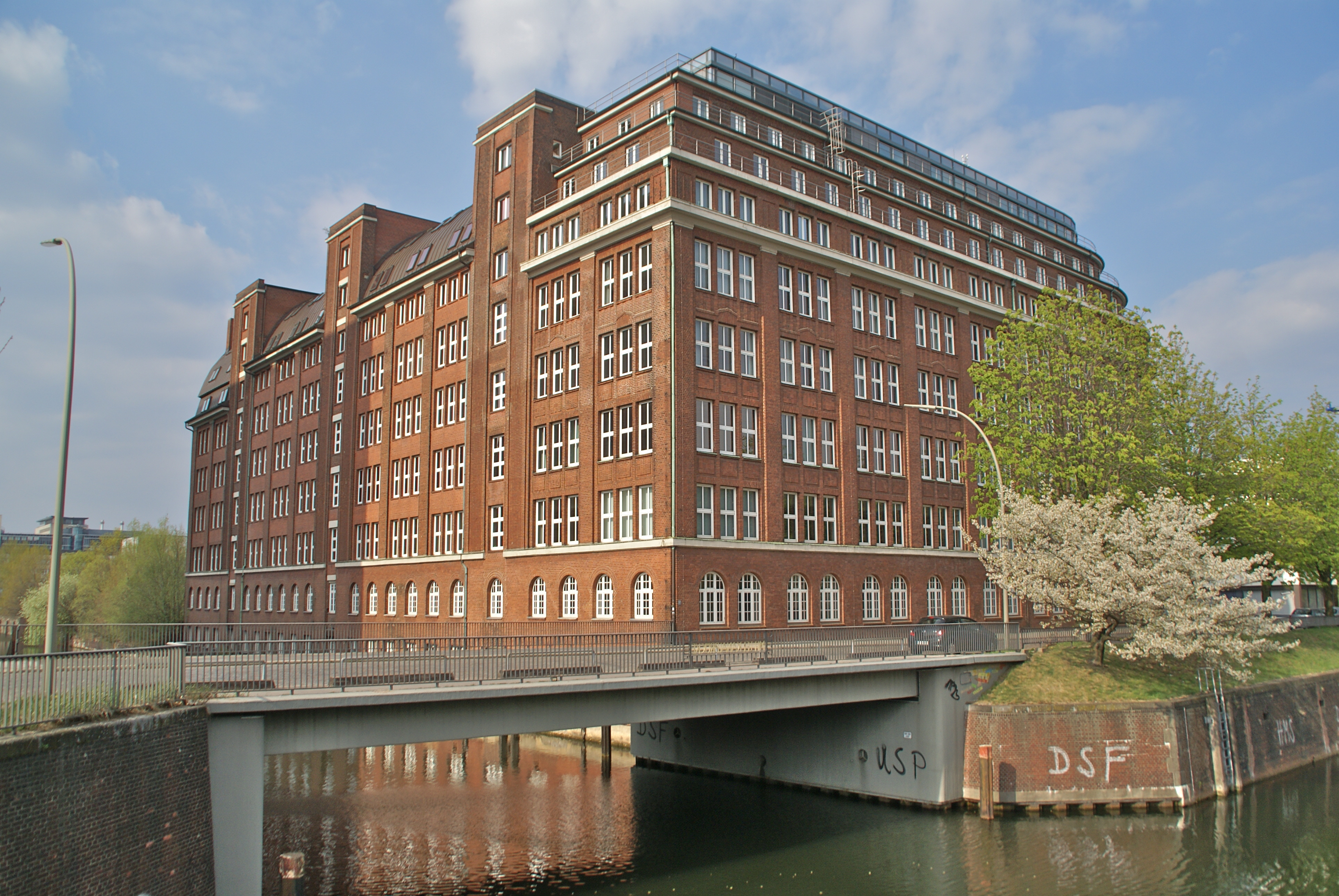
El pont Mittelkanalbrücke a l'encreuament amb el Sonninkanal i l'Schleusenkanal
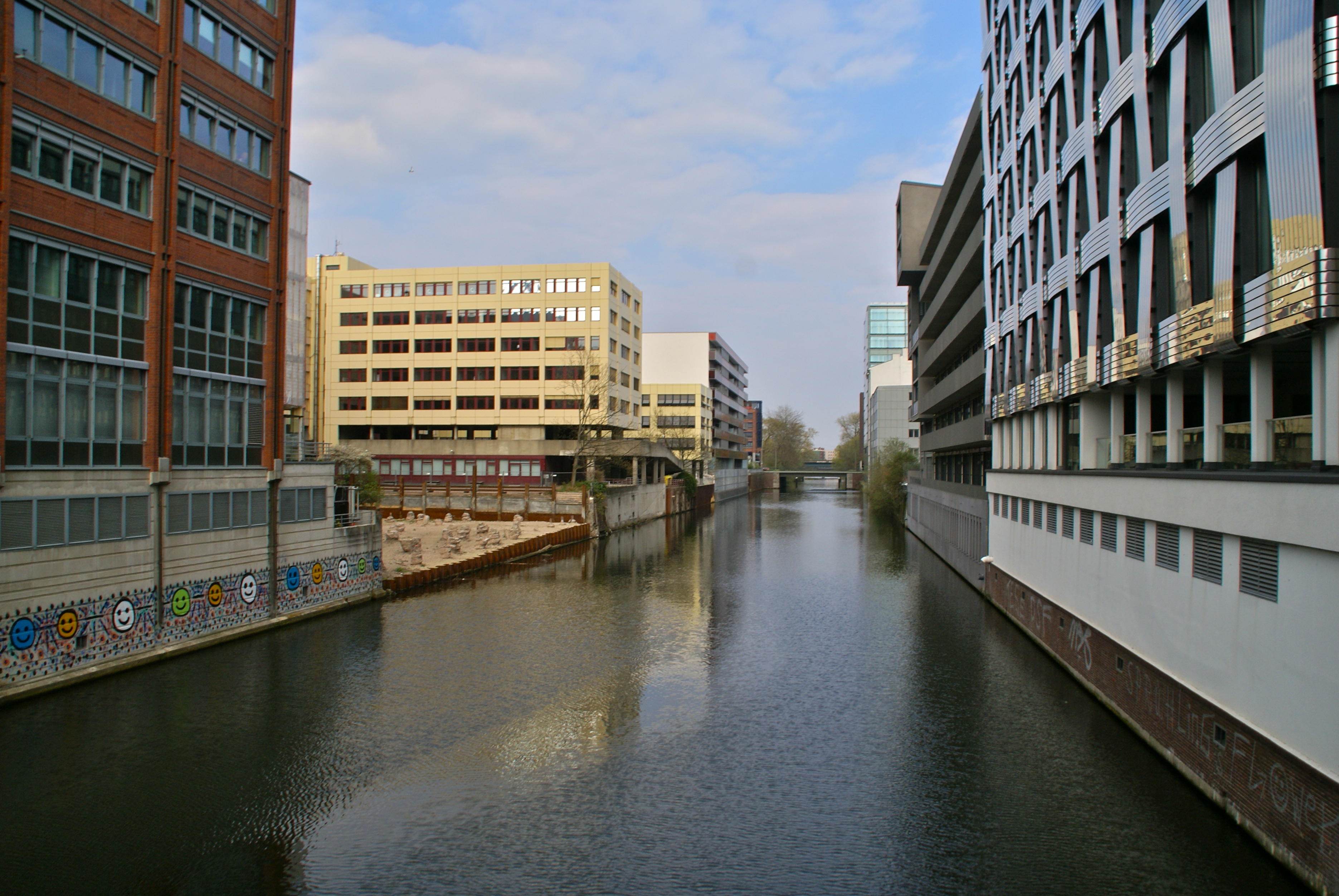
El canal en direcció est l'Hammerbrookstraße
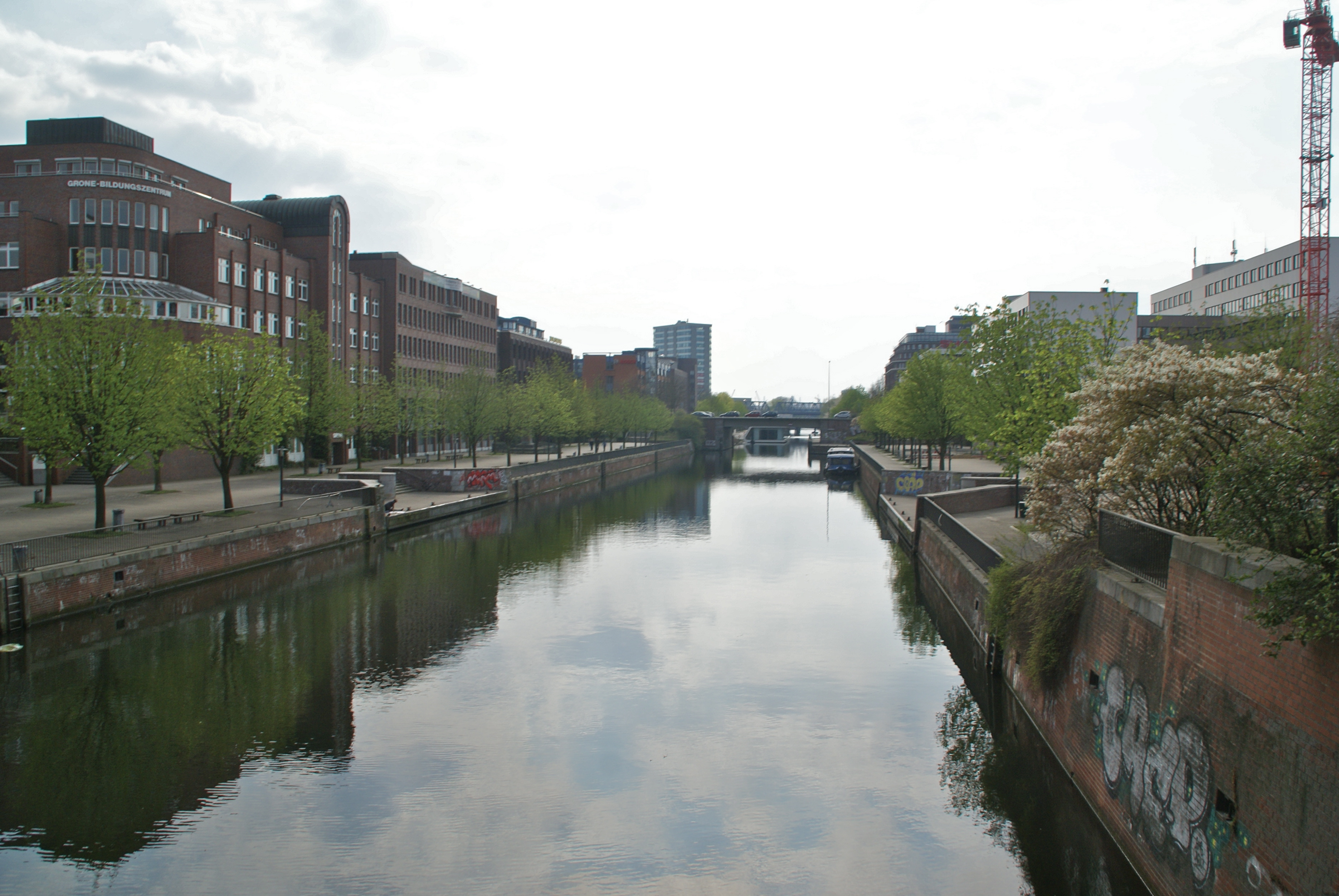
El canal en direcció oest l'Hammerbrookstraße